# Giro d’Italia 1957
Der 40. Giro d’Italia wurde in 22 Abschnitten und 3926 Kilometern vom 18. Mai bis zum 9. Juni 1957 ausgetragen und vom Italiener Gastone Nencini gewonnen. Von den 119 gestarteten Fahrern erreichten 79 das Ziel in Mailand.

## Verlauf
| Etappe | von               | nach              | km       | Gewinner            | Maglia rosa         |
| ------ | ----------------- | ----------------- | -------- | ------------------- | ------------------- |
| 1      | Mailand           | Verona            | 191      | Rik Van Steenbergen | Rik Van Steenbergen |
| 2      | Verona            | Bosco Chiesanuova | 28 (EZF) | Charly Gaul         | Charly Gaul         |
| 3      | Verona            | Ferrara           | 169      | Miguel Poblet       | Louison Bobet       |
| 4      | Ferrara           | Cattolica         | 190      | André Vlayen        | Louison Bobet       |
| 5      | Cattolica         | Loreto            | 235      | Alessandro Fantini  | Louison Bobet       |
| 6      | Loreto            | Terni             | 175      | Wout Wagtmans       | Louison Bobet       |
| 7      | Terni             | Pescara           | 221      | Antonin Rolland     | Louison Bobet       |
| 8      | Pescara           | Neapel            | 250      | Vito Favero         | Nino Defilippis     |
| 9      | Neapel            | Frascati          | 220      | Miguel Poblet       | Nino Defilippis     |
| 10     | Rom               | Siena             | 227      | Miguel Poblet       | Nino Defilippis     |
| 11     | Siena             | Montecatini Terme | 230      | Rik Van Steenbergen | Nino Defilippis     |
| 12     | Montecatini Terme | Forte dei Marmi   | 58 (EZF) | Ercole Baldini      | Louison Bobet       |
| 13     | Forte dei Marmi   | Genua             | 163      | Bruno Monti         | Louison Bobet       |
| 14     | Genua             | Saint-Vincent     | 235      | Mario Baroni        | Antonin Rolland     |
| 15     | Saint-Vincent     | Sion (SUI)        | 135      | Louison Bobet       | Louison Bobet       |
| 16     | Sion              | Campo de’ Fiori   | 229      | Alfredo Sabbadin    | Charly Gaul         |
| 17A    | Varese            | Como              | 82       | Alessandro Fantini  | Charly Gaul         |
| 17B    | Como              | Como              | 34       | Rik Van Steenbergen | Charly Gaul         |
| 18     | Como              | Trient            | 242      | Miguel Poblet       | Gastone Nencini     |
| 19     | Trient            | Levico Terme      | 199      | Charly Gaul         | Gastone Nencini     |
| 20     | Levico Terme      | Abano Terme       | 157      | Rik Van Steenbergen | Gastone Nencini     |
| 21     | Abano Terme       | Mailand           | 257      | Rik Van Steenbergen | Gastone Nencini     |

## Endstände
| Sieger      | Gastone Nencini   | 104:45:06 h |
| Zweiter     | Louison Bobet     | + 0:19 min  |
| Dritter     | Ercole Baldini    | + 5:59 min  |
| Vierter     | Charly Gaul       | + 7:31 min  |
| Fünfter     | Raphaël Géminiani | + 17:28 min |
| Sechster    | Miguel Poblet     | + 19:49 min |
| Siebter     | Raymond Impanis   | + 21:06 min |
| Achter      | Pasquale Fornara  | + 24:16 min |
| Neunter     | Wout Wagtmans     | + 24:29 min |
| Zehnter     | Antonin Rolland   | + 27:29 min |
| Bergwertung | Raphaël Geminiani |             |
| Zweiter     | Charly Gaul       |             |
| Dritter     | Louison Bobet     |             |
| Teamwertung | Legnano           |             |